# Tant qu'on a la santé
Pour plus de détails, voir Fiche technique et Distribution.
Tant qu'on a la santé est un film français de Pierre Étaix sort le 25 février 1966.

## Synopsis
Pierre Etaix joue plusieurs personnages dans des histoires qui abordent chacune avec humour et poésie des situations de la vie quotidienne.
Le film, dans sa version définitive, est divisé en quatre histoires :
1. Insomnie
2. Le cinématographe
3. Tant qu'on a la santé
4. Nous n'irons plus au bois

### Insomnie
Le personnage ne parvient pas à dormir, et pour passer le temps lit une histoire de vampire. Le sketch fait dès lors un va-et-vient permanent entre sa chambre et l'univers du livre, modifié par des éléments de la vie réelle (les yeux qui se ferment faisant comme un bandeau noir qui tombe devant les personnages du livre; l'ouvrage tenu à l'envers par le personnage un peu endormi conduit à un renversement de l'image des personnages du livre). A la fin, le personnage a terminé le livre et trouve le sommeil. On a découvert en cours de route que dans le lit se trouve aussi sa conjointe. Une surprise nous attend.

### Le cinématographe
Le sketch passe en revue des formes d'incivilité, ou des obstacles que l'on peut rencontrer dans un cinéma. Le sketch, via un moment de publicité, où l'on retrouve Pierre Étaix dans la peau d'un autre personnage, se fait aussi la satire de la société moderne. On retrouve ici le même esprit mordant que dans les films de Jacques Tati.

### Tant qu'on a la santé
Ce sketch, qui donne son titre au film, montre un médecin qui, tout en fumant comme un pompier, reçoit à un rythme d'enfer des patients auxquels il ne cesse de répéter que le meilleur remède est le repos. Il finit quand même toujours par prescrire un traitement auquel il ne croit pas lui-même, alors que les patients ne révèlent en fait rien d'anormal.
Pierre Étaix joue  l'un des patients qui se retrouve ensuite propulsé dans un bistrot par une cohorte d'habitués. À côté de lui, un homme confond le verre et l'assiette de son voisin avec les siens. Mais ils contiennent le traitement prescrit au personnage joué par Pierre Étaix. Ce voisin malchanceux s'avère par la suite être pharmacien.
Au bout du compte, dans un monde un peu furieux, ces deux professionnels de santé sont plus malades que leurs patients.

### Nous n'irons plus au bois
Pierre Étaix est à la chasse, et se montre, fort heureusement pour les animaux, peu doué. Se côtoient ou se croisent durant ce dernier sketch un couple de citadins, dont l'épouse est une mégère snobinarde, et l'époux un homme à la fois grognon et soumis, un paysan qui n'aime pas les gens de la ville, et dont les travaux sont régulièrement ruinés par la maladresse des précédents, et enfin notre chasseur maladroit.
Autant de personnages, autant de conformismes et d'individualismes, chacun ayant les siens, poussant à interpréter à tort des bruits (une agitation dans un buisson, une pierre qui atterrit un peu trop près), tandis que la nature ou les instruments destinés à la domestiquer ou la découper en parcelles et frontières, se vengent gaiement des activités humaines : une chaussure est emportée par le courant de la rivière, et un vieux paysan méfiant finit par danser un twist endiablé sous le coup d'une électrocution.

## Postérité et analyse
Ce film s'est vu augmenté d'au moins un sketch après sa sortie.
Il a fait l'objet d'une restauration, supervisée par Pierre Étaix lui-même, en 2003, visant à redonner aux couleurs leur ton original, ou leur précision, leur effet aux différents bruits qui soulignent ou ponctuent les gestes.
Les trouvailles visuelles ou sonores innombrables, et qui sont des éléments de scénario à elles-seules, donnent parfois au comique cette poésie dont Buster Keaton ou son contemporain Jacques Tati ont tant fait preuve. 

## Fiche technique
- Réalisateur : Pierre Étaix
- Scénario : Pierre Étaix et Jean-Claude Carrière
- Dialogue : Pierre Étaix
- Décors : Jacques d'Ovidio
- Photographie : Jean Boffety
- Son : Jean Bertrand
- Musique : Jean Paillaud  et Luce Klein
- Montage : Henri Lanoë
- Photographe de plateau : Roger Forster
- Pays :  France
- Format :  noir et blanc (Sepiatone) et couleur  - 35 mm - Son mono
- Genre : Comédie
- Durée : 79 minutes
- Date de sortie : 
  - France - 25 février 1966

## Distribution
- Pierre Étaix
- Denise Péronne
- Simone Fonder
- Sabine Sun
- Véra Valmont
- Françoise Occipinti
- Claude Massot
- Dario Meschi
- Emile Corya
- Roger Trapp
- Alain Janey
- Bernard Dimey
- Robert Blome
- Preston
- Pongo
- Georges Loriot
- Émile Coryn
- Luc Delhumeau
- Annie Savarin